# Fashion (film)
Fashion (hindi: फैशन, tj. Moda) to bollywoodzki dramat z 2008 roku wyreżyserowany przez Madhur Bhandarkar, autora Page 3, Traffic Signal. Grają Priyanka Chopra, Kangana Ranaut, Arbaaz Khan i debiutanci Mugdha Godse i Arjan Bajwa. Film jest snutą przez kogoś opowieścią, pokazuje przemianę. Bohaterka z marzącej o karierze prowincjuszki przemienia się w rozkapryszoną, gardzącą wszystkimi supermodelkę. Po drodze na szczyt rwą się jej więzy, gubią jej wartości. W tym filmie dwa losy przeglądają się w sobie, jak w lustrze: zagranej przez Priyankę Meghny i odtwarzanej przez Kanganę Shonali (pierwowzorem do tej postaci było zakończone na ulicy życie modelki Gitanjali Nagpal). Patrzymy tu na wspinanie się w górę, na spadanie i podnoszenie się z upadku. Słuchamy, że „łatwo zatracić się, trudno wybaczyć sobie, odnaleźć siebie”.

## Fabuła
Meghna Mathur (Priyanka Chopra) mieszka z rodzicami w Chandigarh. Ojciec widzi ją jako szczęśliwą w małżeństwie księgową. Ona sama marząc o karierze modelki, mimo niezadowolenia ojca, wyjeżdża do Mumbaju. Tam z pomocą przyjaciela, projektanta mody Rohita (Sameer Soni) próbuje robić karierę. Wkrótce zostaje zauważana przez rekina ze świata mody Abhijeeta Sarina (Arbaaz Khan). Gdy z powodu rywalizacji rozpada jej się związek z modelem Mohanem, Abhi daje jej klucze do własnego mieszkania. Megna zaczyna grać kolejną rolę swego życia – rolę zażenowanej przy żonie Abhjeeta jego utrzymanki. Pewnego dnia dowiaduje się, że spodziewa się dziecka. Wstrząśnięta odkrywa, że w kontrakcie, który podpisała z Abhijeetem jest zastrzeżenie. Nie wolno jej wyjść za mąż i urodzić dziecka. Zrozpaczona, oszukana Megha przypomina sobie o losie dziewczyny, którą zastąpiła, pogrążającej się dziś w narkotykach supermodelki Shonali Giural (Kangana Ranaut)!

## Obsada
- Priyanka Chopra jako Meghna Mathur, dziewczyna z małego miasteczka staje się supermodelką
- Kangana Ranaut jako Shonali Gujral, topmodelka, która staje się bezdomna
- Mugdha Godse jako Janet, modelka
- Arjan Bajwa jako Maanav, początkujący model
- Samir Soni jako Rahul Arora, projektant mody, przyjaciel Meghny
- Ashwin Mushran jako Rohit Khanna, projektant mody
- Kitu Gidwani jako Anisha Roy, kierująca agencją mody
- Arbaaz Khan jako Abhijit Sarin, „rekin” w świecie mody.
- Suchitra Pillai-Malik jako Avantika Sarin, żona Abhijita Sarina
- Rohit Roy jako Kartik, fotograf
- Raj Babbar jako ojciec Meghny
- Kiran Juneja jako matka Meghny
- Chitrashi Rawat jako Shomu
- Harsh Chhaya jako Vinay Khosla kochanek Rahula Arory
- Konkona Sen Sharma w roli samego siebie
- Ranvir Shorey w roli samego siebie
- Wendell Rodricks w roli samego siebie
- Manish Malhotra w roli samego siebie
- Karan Johar w roli samego siebie
- Madhur Bhandarkar w roli samego siebie (reżyser filmu)

## Muzyka i piosenki
Muzykę do filmu skomponował duet braci Merchant Salim-Suleiman, twórcy muzyki do takich filmów jak Dhoom 2, Krrish, 36 China Town, Pyare Mohan, Being Cyrus, Dosti: Friends Forever, Vaah! Life Ho To Aisi, Hum Tum, Salaam Namaste, No Entry, Deszcz, Maine Pyaar Kyun Kiya?, Moksha: Salvation,  Matrubhoomi.
| Piosenkę                 | śpiewa(ją)                                         | przedstawia(ją)                                                         | trwa |
| ------------------------ | -------------------------------------------------- | ----------------------------------------------------------------------- | ---- |
| Fashion Ka Jalwa         | Sukhwinder Singh, Satya Hinduja & Robert Bob Omulo | Na ekranie Priyanki pierwsza wizyta na pokazie, Kangany pierwszy występ | 4:40 |
| Mar Jawaan               | Shruti Pathak & Salim Merchant                     | Na ekranie pierwszy występ Priyanki                                     | 3:59 |
| Kuchh Khaas              | Mohit Chauhan & Neha Bhasin                        | Na ekranie Priyanka i Arjan Bajwa                                       | 4:59 |
| Aashiyana                | Salim Merchant                                     | Na ekranie Priyanka zdobywa sławę                                       | 5:27 |
| Fashion Ka Jalwa (Remix) | Sukhwinder Singh, Satya Hinduja & Robert Bob Omulo |                                                                         | 4:10 |
| Mar Jawaan (Remix)       | Shruti Pathak & Salim Merchant                     | Na ekranie Priyanka ponownie zdobywa sławę                              | 4:25 |
| Kuchh Khaas (Remix)      | Mohit Chauhan & Neha Bhasin                        | zerwanie między Priyanką i Arjanem                                      | 4:17 |
| Theme Of Fashion (Remix) | MIDIval Punditz                                    |                                                                         | 6:16 |
| Aashiyana (Remix)        | Salim Merchant                                     |                                                                         | 5:50 |
| Theme Of Fashion         | instrumantalna                                     | lejtmotyw filmu                                                         | 3:39 |